# Vjesnik
«Vjesnik» (с хорв. — «Вестник») — хорватская ежедневная газета. В 1940—1990 гг. — официальный печатный орган Коммунистической партии Хорватии, с 1990 года — под контролем Хорватского демократического содружества.

## История
Первый номер газеты «Politički vjesnik» (с хорв. — «Политический вестник») вышел в Загребе 24 июня 1940 года. При его подготовке была допущена орфографическая ошибка в названии: «vijesnik» вместо «vjesnik». Во втором номере ошибка была исправлена. В начале 1941 года издание переименовали в «Vjesnik radnog naroda» (с хорв. — «Вестник трудового народа»).
С лета 1941 года, после оккупации нацистской Германией Хорватии, и создания на её территории профашистского государства, теперь уже «Vjesnik Hrvatske jedinstvene nacionalno-oslobodilačke fronte» (с хорв. — «Вестник Хорватского единого народно-освободительного фронта») стал основным источником информации о действиях партизан. Выпуск за август 1941 года начинался с заголовка «Smrt fašizmu — sloboda narodu!» (с хорв. — «Смерть фашизму — свободу народу!»), впоследствии ставшему официальным лозунгом всего партизанского движения, часто употребляемому и в послевоенной Югославии.
Осенью 1941 года редакция обосновалась в освобождённом Кордуне, в 1942 году переехала в Дрежнице, а с 1943 года — в Капелу. С этого момента «Вестник» начинает выходить еженедельно. В январе 1945 года редакция ещё раз переезжает — на этот раз в Сплит.
11 мая 1945 года в Загребе выходит номер теперь уже ежедневной газеты «Вестник». Под таким названием она издаётся и сегодня. Тогда же, в мае 1945 года, впервые возникла необходимость назначить главного редактора. Им стал Шериф Шехович.
В шестидесятые годы редакция «Вестника» стала выпускать дайджест за неделю «Vjesnik u srijedu» (с хорв. — «Вестник в среду»). Тогда же начал издаваться журнал для мужчин «Start» (с хорв. — «Старт»), образцом для которого послужил «Playboy». В семидесятые годы тираж «Вестника» доходил до 100 000.
В начале девяностых, после провозглашения Хорватией независимости от СФРЮ, «Вестник» перешёл под контроль новой правящей партии — Хорватского демократического содружества. В попытке дистанцироваться от коммунистического прошлого газеты, к её названию в 1992 году было добавлено слово «Novi» (с хорв. — «Новый»). Название, однако, не стало популярным у постоянных читателей, и в том же году «Новый Вестник» был вновь переименован в «Вестник».
В 2000-е годы наблюдалось резкое снижение тиража газеты: со 100 000 в семидесятых он упал до 21 348 в 1997 году и до 9 600 в 2005.
В 2012 году издание газеты Vjesnik было прекращено.